# Voodoo (album de King Diamond)
Pour les articles homonymes, voir Voodoo.
Albums de King Diamond
The Graveyard
(1996) House of God
(2000)
Voodoo est le huitième album studio de King Diamond sorti le 24 février 1998. L'album s'est classé à la 27e position en Finlande et à la 55e en Suède.
La couverture de l'album a été réalisée par le graphiste suédois Kristian Wåhlin. L'album a été remasterisé par Andy LaRocque et réédité en 2009. L'édition vinyle fut pressée à 500 exemplaires en Allemagne.

## Résumé de l'intrigue
L'histoire de Voodoo se déroule en 1932 et traite des affaires des Lafayette, une famille se composant d'une fille enceinte prénommée Sarah, de son mari David et du grand-père de Sarah. Ils achètent une ancienne propriété coloniale au nord de Baton Rouge. Le manoir se situe pas loin d'un cimetière vaudou où des rituels sont organisés.
Découvrant le cimetière, les Lafayette décident de le détruire mais échouent dans leurs tentatives, ne sachant pas que Salem, leur majordome, participe aux rituels. Doctor le Croix, prêtre vaudou, décide d'utiliser la magie vaudou pour détruire la famille Lafayette afin de les empêcher de détruire le cimetière. Salem utilise de la poussière magique en mettant dans le petit déjeuner de la famille. Toutefois, la poussière n'opérant pas, ils tentent de posséder le corps de Sarah via les esprits.

### Personnages
- Sarah Lafayette[P 1]
- David Lafayette[P 2]
- Le grand-père[P 3]
- Salem
- Doctor le Croix[P 4]
- Madame Sarita[P 5]
- Lula Chevalier[P 6]
- Père Malone[P 7]
- Jean Le Noir[P 8]
- Baron Samedi

## Liste des titres
Toutes les paroles sont écrites par King Diamond.
| No  | Titre                 | Musique                   | Durée |
| --- | --------------------- | ------------------------- | ----- |
| 1.  | Louisiana Darkness    | King Diamond              | 1:43  |
| 2.  | LOA" House            | Andy LaRocque             | 5:33  |
| 3.  | Life after Death      | King Diamond              | 5:40  |
| 4.  | Voodoo                | King Diamond              | 4:34  |
| 5.  | A Secret              | Andy LaRocque             | 4:04  |
| 6.  | Salem                 | King Diamond              | 5:18  |
| 7.  | One Down Two to Go    | King Diamond, Chris Estes | 3:45  |
| 8.  | Sending of Dead       | King Diamond              | 5:40  |
| 9.  | Sarah's Night         | King Diamond              | 3:22  |
| 10. | The Exorcist          | Andy LaRocque             | 4:52  |
| 11. | Unclean Spirits       | Chris Estes               | 1:49  |
| 12. | Cross of Baron Samedi | King Diamond              | 4:29  |
| 13. | If They Only Knew     | King Diamond              | 0:32  |
| 14. | Aftermath             | King Diamond              | 10:32 |

## Composition du groupe
- King Diamond : chants, claviers, clavecin, orgue
- Andy LaRocque : guitare, claviers
- Herb Simonsen : guitare
- Chris Estes : basse, claviers
- John Herbert : batterie

Invité(s)
- Dimebag Darrell - guitare solo sur Voodoo[1]